# USS Asheville (SSN-758)
Pour les autres navires du même nom, voir USS Asheville.
Le USS Asheville (SSN-758) est un sous-marin nucléaire d'attaque américain de classe Los Angeles nommé d'après Asheville en Caroline du Nord. Construit au Chantier naval Northrop Grumman de Newport News, il a été commissionné le 28 septembre 1991 et est toujours actuellement en service dans l’United States Navy.